# Karl Seeliger
Karl Rudolf Seeliger (* 18. Juni 1890 in München; † 5. März 1970 in Rottach-Egern) war ein deutscher Unternehmer und Verbandsfunktionär der Druck- und Papierindustrie. Er war Leiter der Wirtschaftsgruppe Papierverarbeitung, Druck und Verlag und Wehrwirtschaftsführer.

## Biografie
Seelinger war promovierter Jurist, Aufsichtsratsvorsitzender der Großbuchbinderei Fritzsche-Hager-Sieke AG, Leipzig und Vorsteher des Buchgewerbevereins. 1931 trat er in die NSDAP ein und wurde später auch Mitglied der SA und Gauführer Nordwest-Sachsen des Volksbundes für das Deutschtum im Ausland.
Nachdem durch das Gesetz zur Vorbereitung des organischen Aufbaus der deutschen Wirtschaft (Wiederaufbaugesetz) vom 27. Februar 1934 im nationalsozialistischen Deutschen Reich das bisherige freie Verbandswesen der Wirtschaft dem Staat unterstellt wurde, kam es zur Bildung der Reichsgruppe Industrie. Diese war 1939 in sieben Hauptgruppen unterteilt. Zur Hauptgruppe V gehörte die Wirtschaftsgruppe Papierverarbeitung, Druck und Verlag, später verkürzt zu Druck und Papierverarbeitung, zu deren Führer Karl Seeliger 1934 ernannt wurde.
1940 erfolgte seine Ernennung zum Wehrwirtschaftsführer. 1943 wird er außerdem als Fabrikdirektor bezeichnet. Daneben war er u. a. Mitglied des Beirates der Industrie- und Handelskammer Leipzig.

## Schriften (Auswahl)
- Leipzig, die Buchbinderstadt. In: Journal für Buchbinderei und Papierverarbeitung. Amtliches Mitteilungsblatt des Reichsinnungsverbandes des Buchbinderhandwerks 58 (1936), Nr. 27, S. 370.
- Der Unternehmer in der gelenkten Wirtschaft. 4. Auflage. Lühe-Verlag, Leipzig, Berlin 1941.
- Die Aufgaben der großdeutschen Papierverarbeitung im Kriege. In: Grundfragen der Papierwirtschaft, 1942, S. 46–47.